# 卢伊尔河
卢伊尔河（法語：Louyre，法語發音：[lwiʁ]）是法国新阿基坦大区多尔多涅省的河流，是科多河的左支流，长25.5千米，发源自桑德里约，于拉蒙济蒙塔斯特吕克流入科多河。